# Apiterapia
La apiterapia o abejarapia es una forma de medicina alternativa sin respaldo científico que utiliza veneno de abeja y productos apícolas, como miel, propóleos y jalea real en la prevención y tratamiento de diferentes condiciones clínicas. Tampoco hay respaldo científico para su uso en el tratamiento de enfermedades graves como cáncer o esclerosis múltiple.

## Historia
El origen de la apiterapia puede ser rastreado a referencias de las propiedades médicas de los productos de abejas en las prácticas de medicina tradicional china, coreana, rusa, egipcia y griega. y pareciera que formas de esta han sido practicadas desde los tiempos de Hipócrates y Galeno. Aunque cabe destacar que las prácticas descriptas se refieren sobre todo al uso y consumo de los productos de las abejas y no al uso del veneno de abeja.
El estudio la apiterapia moderna, específicamente el uso terapéutico del veneno de abeja, fue iniciado por el médico austriaco Philip Terc, en su artículo publicado en 1888: Informe sobre una conexión peculiar entre los piquetes de abeja y el reumatismo (Report about a Peculiar Connection Between the Bee stings and Rheumatism).
Su más reciente popularidad en el ámbito de la medicina alternativa se atribuye al médico húngaro Bodog F. Beck, quien acuñó el término "apiterapia" (apitherapy) en 1935, y al apicultor estadounidense Charles Mraz (1905-1999) quien lo promovió en la segunda mitad del siglo XX.

## Tratamientos y eficacia
Aunque la apiterapia incluye el uso y el consumo de productos de las abejas, el término se asocia mayormente con la terapia que hace uso del veneno de abeja y no con el consumo de la miel o de otros productos apícolas. 
La apiterapia se promueve como una forma de medicina alternativa con usos variados, pero sus supuestos beneficios médicos no están respaldados por evidencia científica.
El veneno de abeja u otros productos de abejas son ineficaces para el tratamiento o la prevención del cáncer.
La evidencia a favor del uso de miel en el tratamiento de heridas es insuficiente para sacar conclusiones firmes acerca de su efectividad.

## Riesgos y reacciones adversas
El tratamiento con veneno de abeja frecuentemente causa reacciones adversas  y la exposición frecuente al veneno también puede provocar artropatía.
En personas sensibles, los compuestos del veneno pueden actuar como alérgenos, causando un espectro de reacciones alérgicas que pueden variar desde inflamación local leve a reacciones sistémicas graves, shock anafiláctico o incluso la muerte.
La apiterapia conocida como "acupuntura con abejas vivas" es "insegura y desaconsejable", según los investigadores que estudiaron el caso de la muerte de una mujer de 55 años que murió en marzo de 2018, tras recibir dicho tratamiento y sufrir un episodio anafiláctico grave al que el profesional de apiterapia no respondió administrando adrenalina. Si bien la paciente pudo ser estabilizada por el personal de la ambulancia camino al hospital, esta murió semanas más tarde por las complicaciones médicas que resultaron en una insuficiencia orgánica múltiple.